# 世界的凛冬
《世界的凛冬》是英国威尔士作家肯·福莱特于2012年出版的一部历史小说，它是“世纪三部曲”中的第二部。全三部曲讲述了涵盖英国、美国、俄罗斯和德国的五个相互关联的家族在整个20世纪中的经历。《世界的凛冬》情节继第一部《巨人的陨落》开展，讲述了第一部主角的下一代人的故事。系列全三部的最后一部是《永恒的边缘》，主角是第一部中主角的孙辈们。 
本书剧情开始于1933年纳粹夺取德国政权，包括第二次世界大战 ，于1949年结束。

## 情节摘要
书中主角分别来自德国、英国、美国和苏联，他们是《巨人的陨落》中主角的子辈，通过各种历史事件而互相关联，并在战争的继续和结果中发挥了各自的作用。本小说涵盖了这一时期的各种历史事件，包括纳粹的兴起、西班牙佛朗哥的崛起、英国法西斯主义的短暂出现、T-4行动、莫斯科战役、闪电战、诺曼底登陆、偷袭珍珠港、曼哈顿计划、柏林战役等等。这些分处四个国家的家庭自己并未意识到，他们的命运彼此关联。 
视角角色包括： 
卡拉·冯·乌尔里希：国会议员沃尔特·冯·乌尔里希和杂志编辑茉黛·菲茨伯格之女。她因纳粹德国的性别歧视政策而被医学奖学金拒绝，在柏林成为了一位护士。在她的父亲因反对T-4行动被盖世太保谋杀后，她帮助她德国抵抗运动的朋友向苏联传递重要的战斗计划。在柏林战役中，五名红军士兵欲强奸一位名叫丽贝卡的十四岁犹太女孩，卡拉舍身保护了她。被这五名红军强奸后，卡拉生下了一个儿子，她同丈夫沃纳·弗兰克与母亲茉黛一同抚养儿子长大，并收养了丽贝卡。 
埃里克·冯·乌尔里希：卡拉的哥哥，他比姐姐和父母都更加狭隘。埃里克最初是纳粹政权的坚定支持者，并在德国军队中担任医疗兵，参加了入侵法国和俄罗斯的战役。然而，当他目睹党卫队对犹太平民的大屠杀时，他受到触动改变了自己的立场。埃里克在柏林战役中被俘，后来成为共产主义的坚定支持者。他的母亲和妹妹对此十分沮丧。 
托马斯·马赫：一个施虐狂、狂热的纳粹分子，雄心勃勃的盖世太保成员。托马斯威胁迫害沃尔特堂兄罗伯特的同性恋身份，由此夺取了罗伯特的餐馆。之后他下令谋杀卡拉和埃里克的父亲沃尔特，差点发现了卡拉和男友沃纳所在的德国抵抗运动。后来托马斯追逐沃纳时二人被轰炸受伤，送进卡拉工作的医院里，沃纳设法闷死了马赫。 
劳埃德·威廉姆斯：威尔士议员埃塞尔·莱克维兹的继子，菲茨赫伯特伯爵的私生子（因此他是卡拉和埃里克的堂兄，他们曾在柏林见面）。劳埃德和他同父异母兄弟菲茨赫伯特子爵博伊同是剑桥大学学生，但二人不知道他们的血缘关系。在伦敦领导反法西斯示威游行后，劳埃德在西班牙内战中为共和阵营效力 ，后来在第二次世界大战期间在地下帮助被击落的飞行员逃离德国占领的法国。在故事早期劳埃德就爱上了黛西，黛西开始却未回应他的感情。战争结束后，他成为工党议员和马歇尔计划支持者以抗击共产主义。 
黛西·佩什科夫：是俄裔美国电影大亨和黑帮领袖列夫·佩什科夫同奥尔加·维亚洛夫之女，她最初是一个肤浅但善良的暴发户之女，一心想提升自己的社会地位。当她因父亲的声誉而被纽约上流社会拒绝后，她到英国同菲茨赫伯特子爵博伊结婚。然而，由于他的不忠和她对劳埃德日益增长的感情，他们的婚姻关系很快就破裂了。在闪电战期间，黛西负责驾驶救护车，并和劳埃德的母亲艾瑟尔成为亲密的朋友。博伊的飞机被击落而死后，黛西同劳埃德再婚，在战后二人建立了一个新家庭。 
格里戈里·“格雷格”·佩什科夫：黛西同父异母弟弟，列夫和情妇玛伽的儿子。格雷格是哈佛大学的一名学生，在主动性、野心和对女性的吸引力方面，他非常像他的父亲。二战期间，他在华盛顿的官僚机构中迅速上升，成为曼哈顿计划的政府观察员，主导核武器的研究。格雷格曾同一位年轻的非裔美国女演员杰姬·杰克斯有过一段恋情。二人重逢时，格雷格发现他们二人有个儿子乔治。 
弗拉基米尔·“沃洛佳”·佩什科夫：苏联将军格里戈里·佩什科夫和妻子卡特琳娜的儿子，然而实际上沃洛佳的亲生父亲是格里戈里的弟弟列夫。沃洛佳是苏联红军情报官员，同德国和美国几个苏联间谍小组联络，这其中就包括德国的卡拉和沃纳。他曾在西班牙内战和莫斯科战役中战斗，后来设法获得了美国发展核弹的秘密情报。随着时间推移，在目睹了斯大林种种残忍举措后，沃洛佳对自己共产主义信仰的怀疑越发强烈。沃洛佳的恋人是一位名叫卓娅的美丽物理学家，二人在战争结束后结婚组建家庭。 
伍迪·杜瓦：美国参议员格斯·杜瓦和妻子罗莎的儿子，曾是黛西和格雷格的朋友。他虽然像父亲一样对政治感兴趣，最终却发现了自己对新闻写作和摄影的真正热情。他花了很长时间追求乔安娜，最终也成功了。然而当他们在夏威夷庆祝订婚时，他们遭遇了珍珠港事件，乔安娜中枪去世。在弟弟查克在太平洋战争中阵亡后，他也参军加入了战争对抗德国人，并在诺曼底战役中带领着一个伞兵排。之后他受伤被送回国，和在英国受训时遇到的年轻女子贝拉·赫尔南德斯开始了恋情。 
查尔斯·“查克”·杜瓦：伍迪的弟弟。查克效力于美国海军，他是个隐秘的同性恋者（后来他向伍迪透露了，而他们的母亲也已猜到）。查克在日本偷袭珍珠港中出过场，后来在中途岛海战中扮演一个重要的小角色。在布干维尔登陆期间，他试图试图保护情人埃迪·帕里而被日本机关枪杀死。 
这部小说也为此后几十年中种族平等、同性恋权益、联合国的创建，性解放和东欧共产主义的发展等主题奠定了平台。 